# Retábulo de Santa Auta
O Retábulo de Santa Auta é um políptico de cinco pinturas a óleo sobre madeira de carvalho de cerca de 1520-1525 de um artista português do Renascimento que, por não estar perfeitamente identificado, se designa como o Mestre do Retábulo de Santa Auta, obra proveniente do Convento da Madre de Deus, em Xabregas, e cujos três painéis, dois deles pintados de ambos os lados, estão actualmente no Museu Nacional de Arte Antiga de Lisboa. O Retábulo de Santa Auta, que se destinou inicialmente a decorar a capela do Convento da Madre de Deus onde foram depositadas as relíquias de Santa Auta, é composto por três painéis, um central e dois laterais, estando os dois painéis laterais pintados nas duas faces. O painel central tem pintado o Martírio de Santa Úrsula e das Onze Mil Virgens, o painel lateral esquerdo tem na frente o Casamento de Santa Úrsula e do Príncipe Conan e no verso a Partida das relíquias de Santa Auta de Colónia, e o painel lateral direito tem na frente O Papa Ciríaco abençoa Santa Úrsula e as suas companheiras e no verso a Chegada das relíquias de Santa Auta à Igreja da Madre de Deus.
Por não terem sido encontrados documentos conclusivos sobre a autoria do Retábulo de Santa Auta, os estudiosos, pelas características estilísticas da obra, têm proposto vários autores para as pinturas, designadamente Vasco Fernandes, por Cyrillo Volkmar Machado, Cristóvão de Figueiredo, por José de Figueiredo e Reynaldo dos Santos, Gregório Lopes, por José de Figueiredo, e Garcia Fernandes, por Luís Reis Santos.
D. Leonor, irmã do rei em exercício D. Manuel I, viúva de D. João II, fundou o Convento da Madre de Deus e, por ser muito devota de Santa Úrsula, pediu por carta ao Imperador Maximiliano I, seu primo, que lhe mandasse algumas relíquias das Santas Virgens para as depositar naquele Convento. Este acedeu ao pedido e mandou retirar do Mosteiro de Santa Úrsula, em Colónia, onde se acreditava que estivessem sepultadas, as relíquias de Santa Auta (em alemão:  Aukta von Köln) e enviou-as em 1517 para Lisboa. Duas das pinturas do Retábulo de Santa Auta que deve ter sido encomendado por D. Leonor documentam esta trasladação.
Não obstante o desconhecimento do seu autor, a valia do Retábulo de Santa Auta decorre de ser uma pintura ao mesmo tempo religiosa e cortesã, em que a lenda e a realidade, a história e a actualidade, se misturam de forma significativa. Tendo o seu autor dado muita importância aos detalhes e utilizado uma variada gama cromática que confere uma certa alegria a um tema trágico, o Retábulo de Santa Auta é, segundo historiadores da arte, uma das obras mais encantadoras da pintura cosmopolita portuguesa do primeiro quartel do século XVI.

## Lenda de Santa Úrsula
Auta era uma das onze mil virgens que, segundo a lenda e o culto católico do fim da Idade Média, acompanharam Úrsula na sua peregrinação tendo sido todas massacradas em Colónia. Úrsula terá nascido em meados do século IV sendo filha de um rei da Dumnônia, reino localizado na ponta sudoeste da Grã-Bretanha, tendo sido acordado o seu casamento com o Princípe Conan da Armórica, no outro lado do actualmente designado Canal da Mancha.
Quando o séquito de Úrsula atravessava o mar para o seu casamento, uma tempestade milagrosa levou-o sobre o mar num único dia para um porto gaulês e, por tal, Úrsula declarou que antes de seu casamento realizaria uma peregrinação pela Europa. E assim partiu para Roma com os seus seguidores e persuadiu o Papa Ciríaco (desconhecido nos registos pontifícios, embora no final do ano 384 tenha sido eleito o Papa Sirício), e o bispo Sulpicius de Ravena, a juntarem-se a eles. Quando se dirigiram para Colónia, que estava sitiada pelos Hunos, todas as onze mil virgens que a acompanhavam foram massacradas.
A Lenda das Onze Mil Virgens inspirou numerosas obras de arte, algumas de elevado nível artístico, sendo as mais famosas as pinturas dos primitivos de Colónia, nomeadamente o Enterro de Santa Úrsula e suas Companheiras, atribuído ao Mestre de Santa Úrsula, hoje no Museu Wallraf-Richarts, em Colónia. Mas também há versões de Hans Memling, em Bruges, e de Vittore Carpaccio, em Veneza, bem como a pintura Martírio das Onze Mil Virgens e o Retábulo de Santa Auta, ambos no Museu Nacional de Arte Antiga.

## Descrição
Das cinco pinturas do Retábulo de Santa Auta, três - Casamento de Santa Úrsula e do Príncipe Conan, O Papa Ciríaco abençoa Santa Úrsula e as suas companheiras e o Martírio de Santa Úrsula e das Onze Mil Virgens - representam momentos da vida e martírio de Auta enquanto companheira de Santa Úrsula, e as outras duas, Partida das relíquias de Santa Auta de Colónia e Chegada das relíquias de Santa Auta à Igreja da Madre de Deus, a saída de Colónia das relíquias de Auta e a chegada delas ao Convento da Madre de Deus, em Lisboa.
A seguinte descrição dos cinco painéis do Retábulo de Santa Auta segue uma lógica narrativa, que não a sua disposição no local original.

### Casamento de Santa Úrsula e do Príncipe Conan

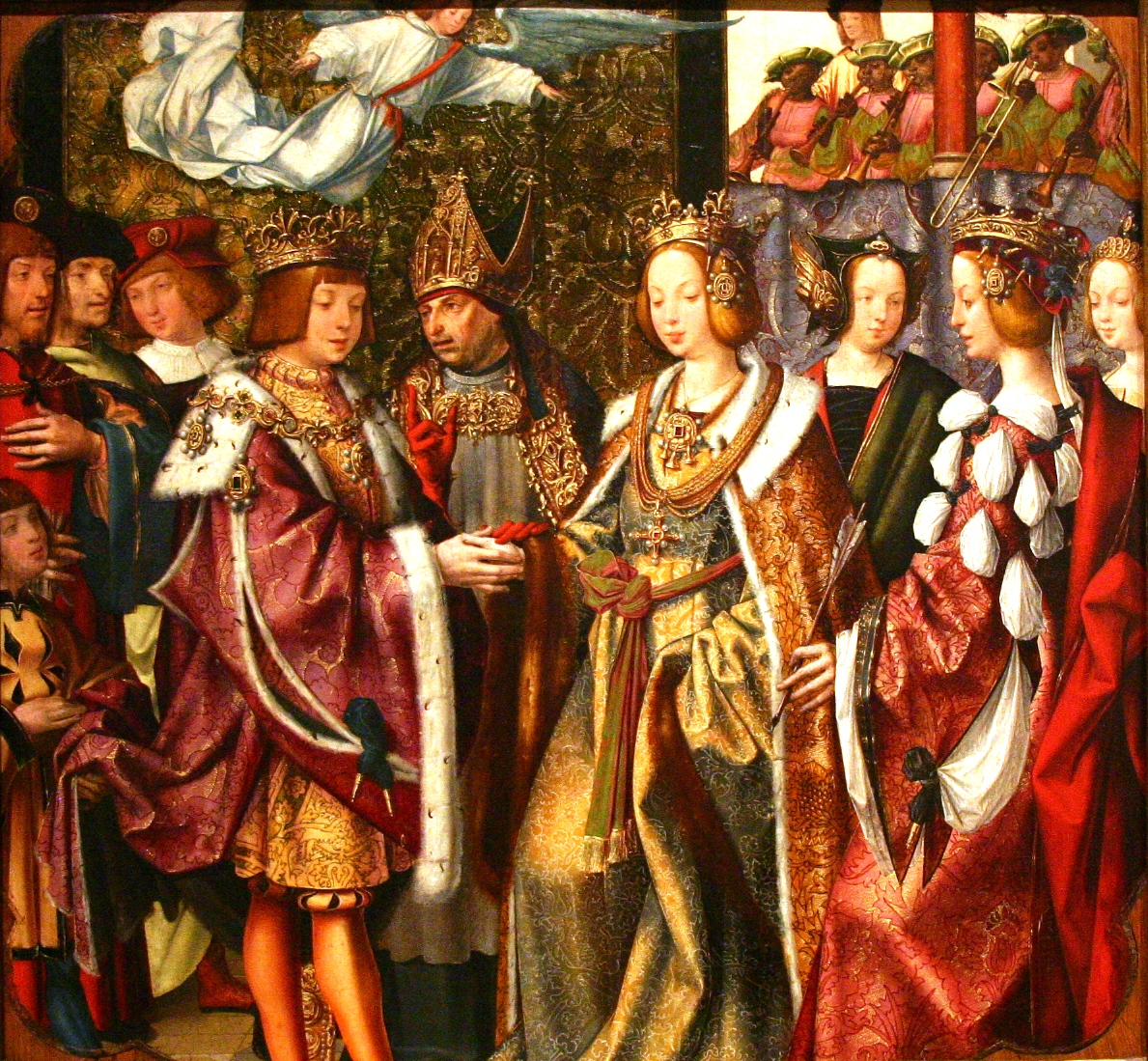
Casamento de Santa Úrsula com o Príncipe Conan (c. 1522), do Mestre do Retábulo de Santa Auta, proveniente do Mosteiro da Madre de Deus, actualmente no Museu Nacional de Arte Antiga (MNAA).

Trata-se do painel lateral esquerdo (anverso) na disposição original do Retábulo de Santa Auta, tendo 67 cm de largura e  72 cm de altura, e representa o encontro, dado que pela lenda não chegaram a casar, entre Úrsula, em posição central da cena, e Conan, os quais têm as mãos direitas dadas que são abençoadas pelo bispo Tiago de Antioquia que está entre eles. Junto a Úrsula está Auta, representada de perfil e identificada pela flecha que tem na mão e a que o pintor atribuiu com a coroa e veste sumptuosa a dignidade de princesa, vendo-se ainda duas outras acompanhantes. Atrás de Conan estão três homens e um pajem que lhe segura a cauda do seu manto.
O bispo usa mitra bipartida de trama de ouro cravejada de joias de ouro e pérolas que assenta sobre um barrete vermelho escuro, pendendo do lado esquerdo uma fita escura que é rematada por quatro pingentes dourados e esféricos. Sobre os ombros tem um pluvial cerzido a ouro e fios de pérolas e nas mãos tem calçadas luvas vermelhas com que abençoa o encontro dos noivos.
No canto superior direito, numa tribuna forrada de brocado e suportada por coluna vermelha, encontra-se um grupo de seis músicos negros que envergam gibão cor-de-rosa com mangas verdes e chapéus largos de aba revirada e golpeada em tons verdes e amarelos. Tocam instrumentos de sopro, mais concretamente três charamelas, uma bombarda e uma sacabuxa. Atrás do grupo, de gorro preto e sobre-vestido amarelo, está alguém que já foi apontado como sendo o maestro dos músicos.
O fundo do quadro é ocupado por um amplo brocado de trama de ouro e ramagens castanhas e verde escuro. No canto superior esquerdo paira um anjo com ampla túnica branca e asas verdes orladas de branco o que dá um carácter sagrado ao evento.

### O Papa Ciríaco abençoa Santa Úrsula e as suas companheiras

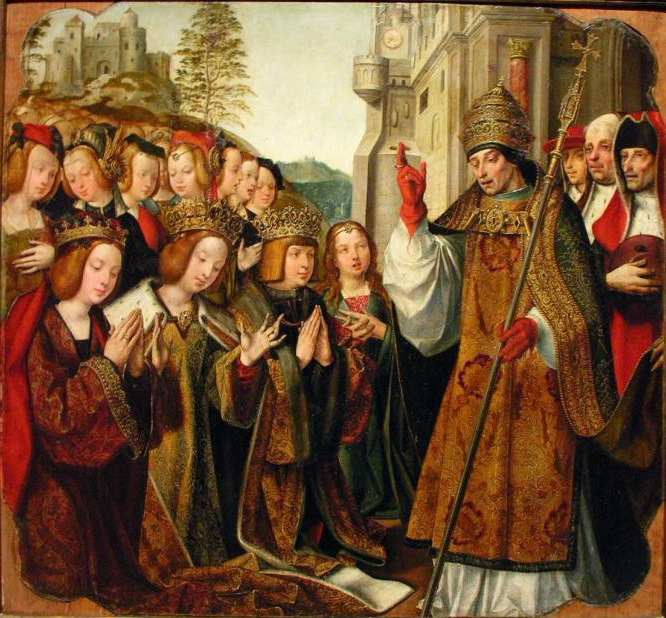
O Papa Ciríaco abençoa Santa Úrsula e as suas companheiras (c. 1522), do Mestre do Retábulo de Santa Auta, proveniente do Mosteiro da Madre de Deus, actualmente no MNAA.

Trata-se do painel lateral direito (anverso) do Retábulo de Santa Auta, tendo de altura 69 cm e  74,5 cm de largura e representa a ida de Santa Úrsula, Santa Auta e restante companhia a Roma onde foram abençoados pelo Papa.
O Papa, em posição de destaque à direita da composição, abençoa os peregrinos que tem perante si, estando ajoelhados à sua frente, a partir da esquerda, Santa Auta, Santa Úrsula, o Príncipe Conan e uma jovem, que têm atrás uma fila de sete jovens que lideram as restantes onze mil virgens, de quem se vê apenas o topo das cabeças.
O Papa, com a imponência da sua posição superior, veste uma gola alva de mangas largas e, sobre ela, uma casula de brocado de ouro; tem nos ombros um pluvial de tecido verde bordado a ouro, preso por alamar que ostenta ao centro um peitoral com um rubi inserido num quadrifólio de pérolas, e usa na cabeça uma tiara dourada. Calça luvas vermelhas, fazendo o gesto da bênção com a mão direita e segurando a cruz processional com a esquerda. Atrás de si perfilam-se três cardeais, tendo o da direita um  hábito vermelho, capuz preto e galero na mão e o último tem o galero vermelho de aba redonda na cabeça.
Em fundo, do lado esquerdo, a meia distância no cimo de um monte, está um castelo; no centro, ao longe, uma paisagem rochosa, e do lado direito, perto das figuras, os contrafortes de palácio ou igreja, havendo um relógio numa das torres.

### Martírio de Santa Úrsula e das Onze Mil Virgens

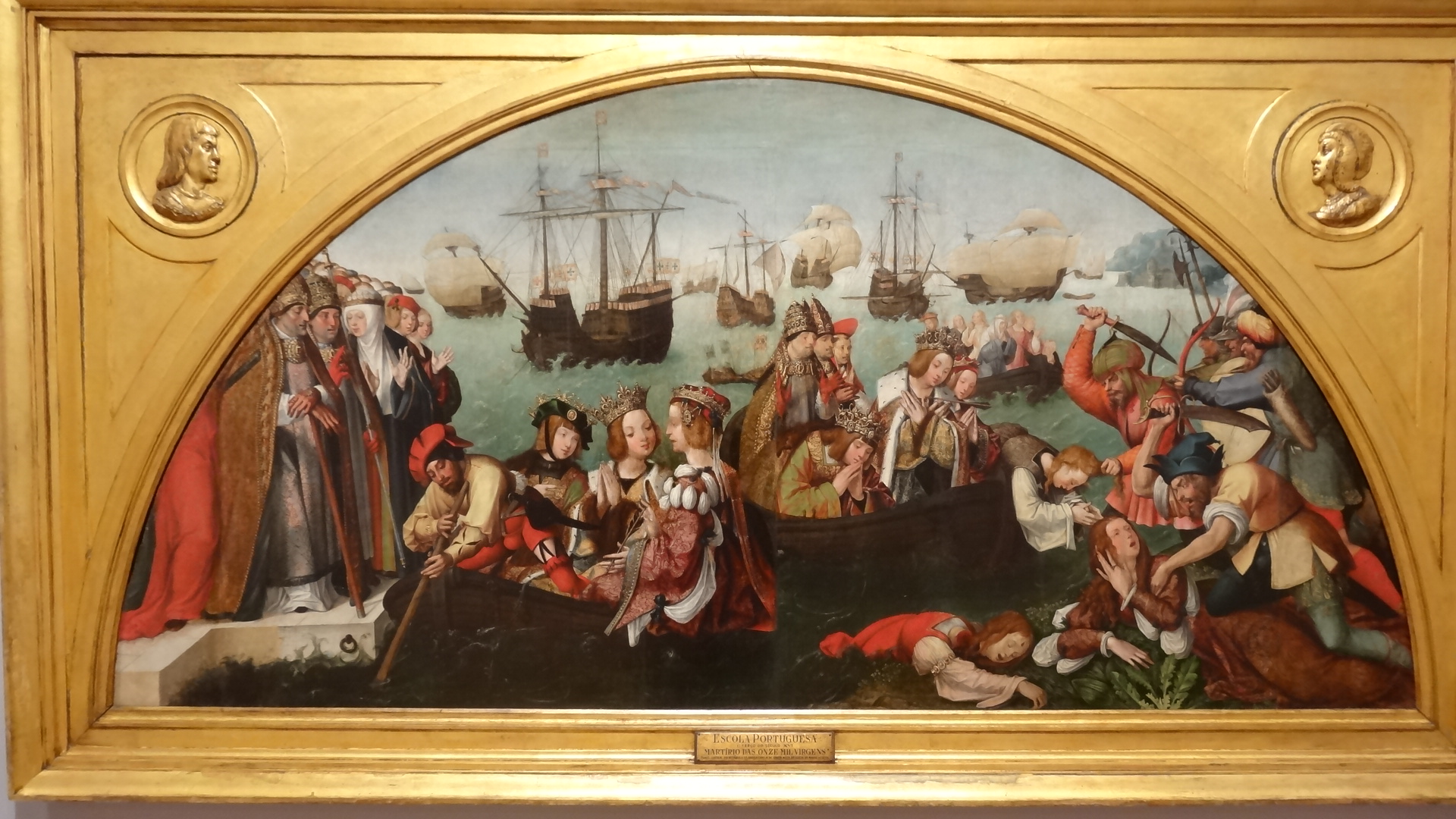
Martírio de Santa Úrsula e das Onze Mil Virgens (c. 1522), do Mestre do Retábulo de Santa Auta, proveniente do Mosteiro da Madre de Deus, actualmente no MNAA.

Este é o painel central do Retábulo de Santa Auta, em forma de luneta, tendo de altura 93 cm e de largura 192,5 cm e representando, do lado esquerdo, o embarque das Virgens na cidade de Basileia e, do lado direito, o seu martírio quando chegam a Colónia.
No cais de embarque encontram-se várias personagens, destacando-se em primeiro plano um bispo com mitra dourada, alva amarela, casula e pluvial de brocado de ouro, e firmal de brocado dourado tendo no peito uma jóia de ouro cercada de diamantes e com um rubi incrustado no centro. Apoia-se numa muleta castanha, usando um anel de ouro e uma jóia na mão esquerda. À esquerda do bispo está representado um Papa com a respectiva tiara de ouro, alva anilada, pluvial de brocado com peitoral de ouro e pedras preciosas e luvas vermelhas, segurando com a mão esquerda a haste de cristal e fazendo com a direita a bênção. Ao seu lado gesticulando, está uma figura feminina com veste de religiosa tendo escapular branco cingido na cabeça por um diadema dourado, hábito castanho e manto igualmente com cercadura dourada. Uma jovem de cabelo loiro e gorra vermelha e uma outra com cabeça descoberta são as últimas personagens que se destacam na multidão que se encontra no cais.
Em primeiro plano está um batel, onde viajam três personagens que se podem identificar como o príncipe Conan, Santa Úrsula e Santa Auta, conduzido por um barqueiro de chapéu vermelho, gibão amarelo e calções encarnados, que afasta o barco do cais com a ajuda de um remo.
Na parte direita do quadro, continuando a narrativa, é a chegada do grupo a Colónia, incluindo de novo Santa Úrsula, o príncipe Conan, Santa Auta, o Papa Ciríaco, Tiago de Antioquia e, provavelmente, um cardeal, e o seguinte martírio das onze mil virgens pelos Hunos, sob incitamento dos Romanos.
Como elemento unificador da narrativa, o fundo da composição é constituído por um amplo estuário onde estão fundeados sete galeões e duas caravelas e que se identificam pelas bandeiras portuguesas da época de D. João II, bem como flâmulas e bandeiras com a esfera armilar de D. Manuel.
Segundo José Luís Porfírio, em Martírio de Santa Úrsula e das Onze Mil Virgens verifica-se uma muito elaborada composição narrativa: num primeiro plano, em três tempos sucessivos, dá-se a viagem fluvial de Santa Úrsula, do Príncipe Conan e de Santa Auta até ao seu martírio e, em pano de fundo, traz a contemporaneidade da frota portuguesa que conduziu as relíquias até Lisboa.

### Partida das relíquias de Santa Auta de Colónia

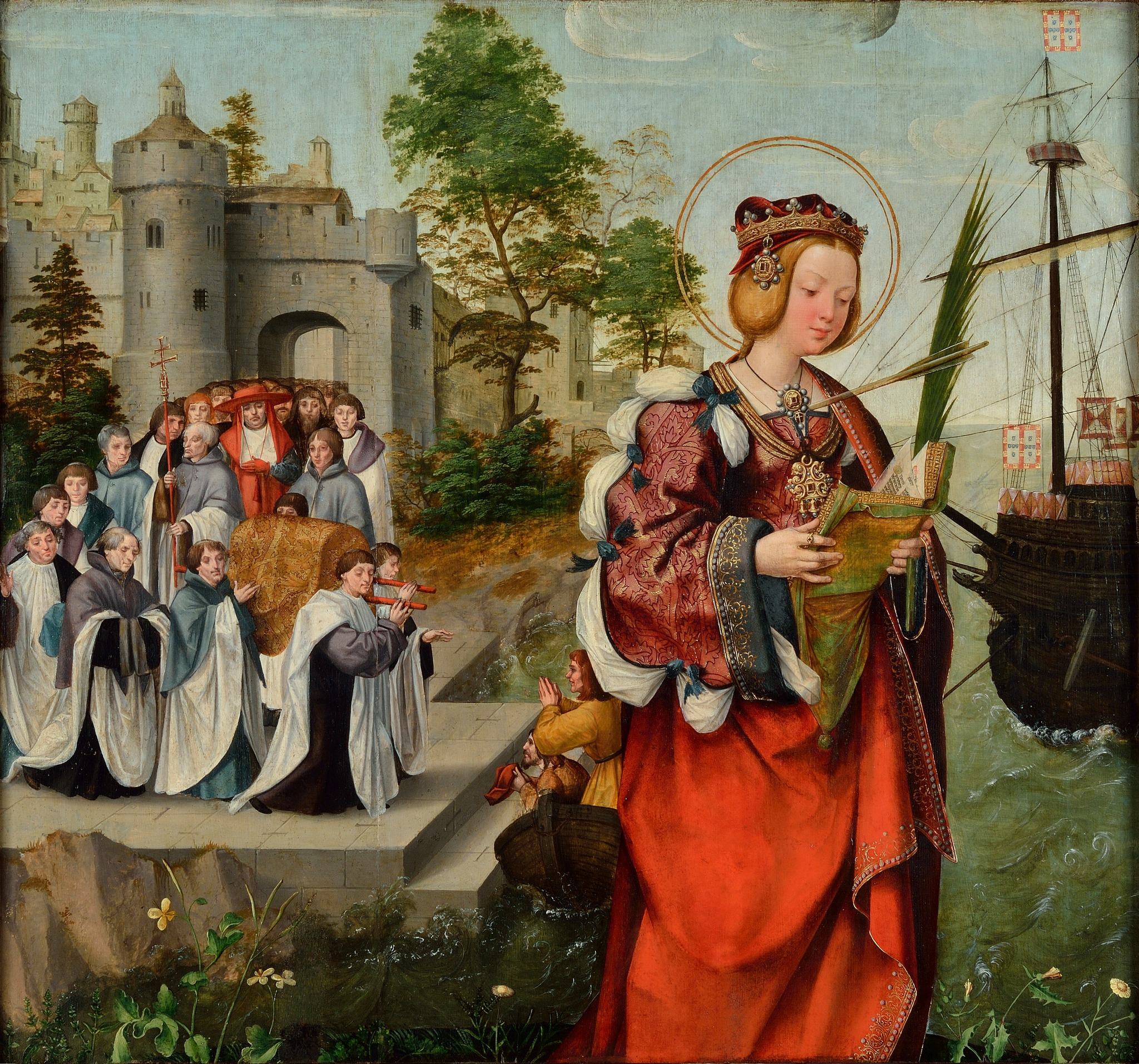
Partida das relíquias de Santa Auta de Colónia (c. 1522, 67 cm x 72 cm), do Mestre do Retábulo de Santa Auta, proveniente do Mosteiro da Madre de Deus, actualmente no MNAA.

Trata-se do painel lateral esquerdo (reverso) do Retábulo de Santa Auta, tendo de altura 67 cm e 72 cm de largura, representando, em segundo plano, a saída de Colónia, por uma porta da cidade que dá para um cais, das relíquias de Santa Auta que irão ser embarcadas no galeão português, visível à direita para as levar a Lisboa.
À frente do cortejo processional, a urna com as relíquias é levada por quatro frades que se dirigem para um batel, onde respeitosamente aguardam dois marinheiros, seguindo-se outros frades com hábitos de cores e tons variados, um sacerdote de hábito cinzento-esverdeado de cabeção e mangas brancas que transporta uma cruz arquiepiscopal gótica e vara vermelha, e um cardeal de manto vermelho e chapéu de abas largas e luvas igualmente vermelhos. À esquerda deste está alguém vestido de preto e com longos cabelos e barba castanhos, que é a última figura a ser retratada com destaque.
Em primeiro plano, destaca-se a figura de Santa Auta com auréola a ler um livro que tem aberto nas mãos, com uma seta cravada no peito que identifica a forma como foi martirizada, e segurando ainda na mão esquerda uma palma. Veste um rico corpete de brocado de fio de ouro ornado de ramagens e folhas, tendo uma gola de fio de ouro em relevo, e sendo as mangas de brocado idêntico ao do corpete, golpeadas e voltadas no punho e decoradas por filetes de ouro, fio de pérolas e arabescos dourados, e enfeitadas de tufos de tecido branco, presos por laços azuis escuros. A capa é também de brocado e cercadura de filete de ouro, pérolas e arabescos, e apresenta um forro vermelho carmesim, dando colorido à sua figura. Auta usa ainda um gorro de veludo vermelho escuro circundado por uma coroa de ouro com hastes alternadamente de três e de uma pérola. No lado direito da cabeça pende uma jóia de ouro circular com pedras preciosas e pérolas a toda a volta. No colo, suspensa de um fio de veludo preto, sobressai outra jóia semelhante à primeira e, por baixo desta, uma terceira de ouro trabalhado com pérolas e pedras preciosas.
A cidade de Colónia desenvolve-se em profundidade do lado esquerdo com as suas muralhas, bastiões e torres e no lado direito está ancorado um galeão de que apenas se vê a proa. No cesto da gávea, tem uma flâmula branca com o camaroeiro, símbolo da Rainha D. Leonor, e tem hasteadas duas bandeiras portuguesas de escudo esquartelado, uma tira vermelha com dois castelos no meio, sendo a bordadura do escudo formada por quatro tiras vermelhas com doze castelos. A faixa do escudo é formada por uma outra tira encarnada com três escudetes azuis que era o escudo nacional de D. João II.

### Chegada das relíquias de Santa Auta à Igreja da Madre de Deus

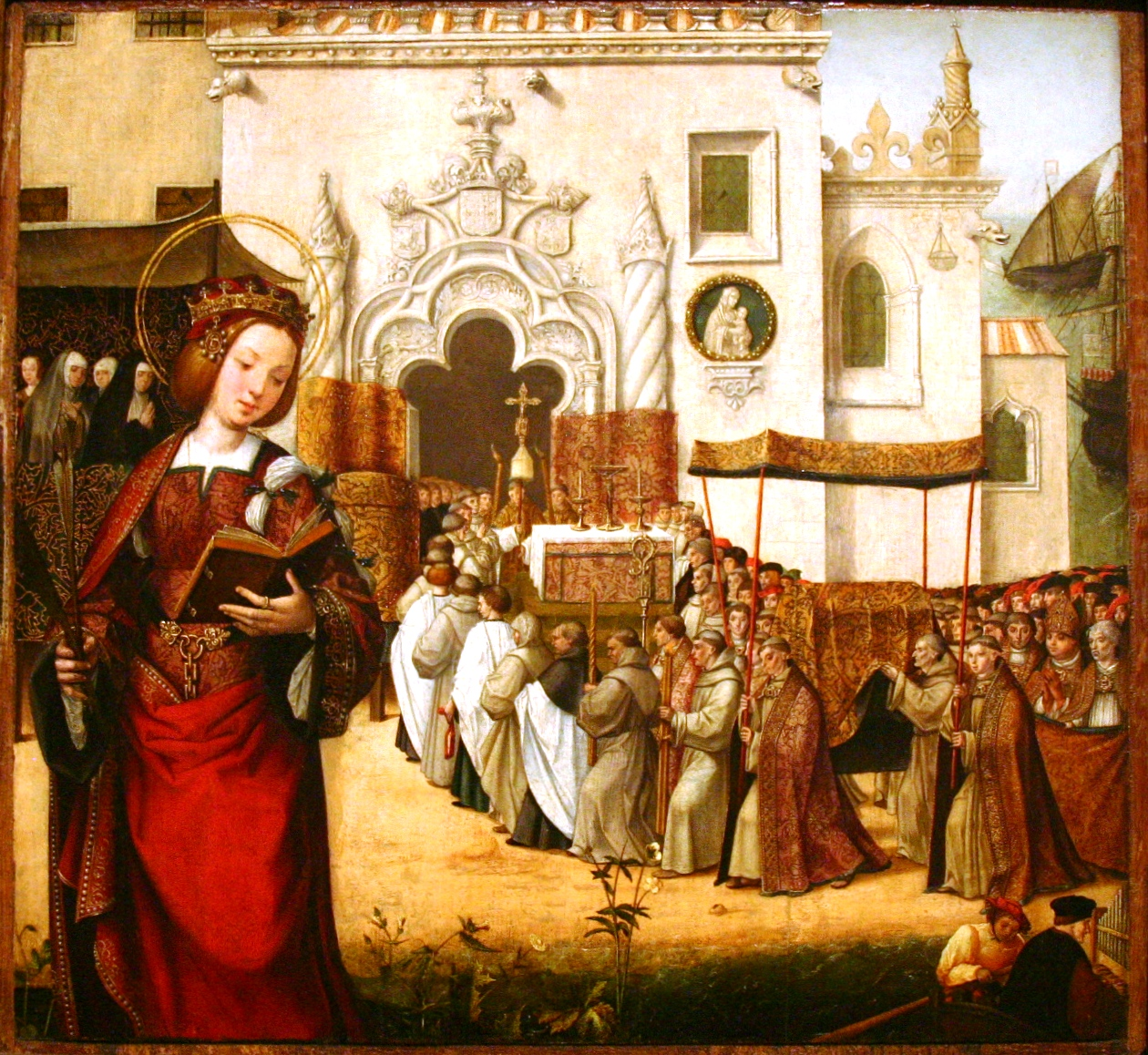
Chegada das relíquias de Santa Auta à Igreja da Madre de Deus (c. 1522, 69 x 74,5 cm), do Mestre do Retábulo de Santa Auta, proveniente do Mosteiro da Madre de Deus, actualmente no MNAA.

Este era o painel lateral direito (reverso) do Retábulo de Santa Auta, tendo de altura 69 cm e 74,5 cm de largura e representa, no centro, a procissão que leva a arca com as relíquias destinadas ao Mosteiro da Madre de Deus cuja fachada manuelina se destaca em fundo.
À entrada do Mosteiro está colocado um altar com um crucifixo e dois castiçais (para ser rezada missa no exterior dado que o acesso ao interior do convento estaria reservado às freiras), e à esquerda está um púlpito armado forrado de brocado. À esquerda da Santa, vê-se uma tribuna coberta com um pano e forrada com brocado de fio de ouro, estando nela quatro personagens femininas, tendo a mais próxima da procissão sido identificada como sendo a própria rainha D. Leonor.
Santa Auta está de pé em primeiro plano, identificada pela auréola e tendo na mão esquerda um livro aberto encadernado a couro castanho e na mão direita segura uma seta e a palma do martírio. O vestido é de damasco com fio de ouro e ramagens, com decote quadrado com um bico aberto no meio do peito, debruado de verde descobrindo parcialmente a camisa branca. O cinto que lhe cinge a cintura é largo e com fechos de ouro presos no centro por uma argola de ouro de onde pende uma corrente de elos dourados (que poderá ser uma referência à castidade). O manto é de cetim vermelho com arabescos dourados e cercadura de pérolas, mangas largas e golpeadas, reviradas nos punhos com canhões bordados a ouro e pérolas. Na cabeça usa uma gorra vermelha com um diadema de ouro, pedras e pérolas, pendendo-lhe sobre os cabelos uma joia.
Tal como no quadro anterior, vê-se do lado direito a proa do galeão que transportou as relíquias de Colónia a Lisboa, sendo de assinalar, mais longe, mas completamente delineada, uma caravela das descobertas. No canto inferior direito parecem estar dois músicos a tocar um órgão.
O cimo da fachada, o Mosteiro é definido por ameias chanfradas alternando com escudos de três palas, gárgulas góticas e um friso com pequenas esferas em relevo. O portal tem arco trilobado, sendo o tímpano lavrado e encimado por molduras em voluta, rematando dos lados em bolotas. Completa o conjunto, o escudo português de D. João II (ao centro), ladeado pelo escudo com a divisa de D. João II (o pelicano) e o escudo com o símbolo da rainha D. Leonor (o camaroeiro). Os dois botaréus torcidos que se dispõem lateralmente ao portal são encimados ao nível dos escudos por coroas reais de onde partem corochéus em forma de pirâmide igualmente torcidos. Dois panos de brocado de ouro com ramagens grená cobrem os lados do portal até ao nível do arco.
Ainda na fachada, por baixo de uma janela rectangular e colocado sobre uma mísula, sobressai um medalhão della Robbia com a escultura da Virgem com o Menino e tendo cercadura de folhagem castanha com frutos amarelos e fundo de esmalte esverdeado. À direita definem-se dois corpos do edifício cada um com uma janela gótica com vidraças de fundo verde. No primeiro, com uma gárgula na esquina, tem ao cimo um friso igual ao da fachada principal e uma pequena torre que termina com batoréu torcido rematado por corochéu cónico, tendo novamente representado, entre a janela e a gárgula, o camaroeiro. A segunda parede, mais recuada e baixa, tem cobertura de telhas mouriscas em fiadas cor-de-rosa separadas por faixas amarelas, tendo a janela arco trilobado.

## História
O Retábulo de Santa Auta esteve originalmente colocado na capela do Convento da Madre de Deus, em Xabregas, onde se guardaram as relíquias de Santa Auta, enviadas pelo Imperador Maximiliano a D. Leonor, irmã do rei D. Manuel.
A fundação do Mosteiro da Madre de Deus e a chegada das relíquias de Santa Auta a Lisboa, foram descritas por Damião de Góis no capítulo XXVI da Quarta Parte, da sua Crónica de D. Manuel:
«Fundou esta Senhora [a Rainha D. Leonor] também de novo o mosteiro da invocação da Madre de Deus, no vale de Enxobregas, junto de Lisboa, e povoou-o de freiras de Santa Clara da Ordem de São Francisco da Observância, que por seus intuitos comem sempre peixe, onde ela jaz sepultada, no claustro, junto da porta do refeitório em sepultura simples, rasa igual com o chão. E porque era muito devota da bem-aventurada Santa Úrsula, guia e capitoa das virtuosas mártires onze mil virgens, pediu por suas cartas ao Imperador Maximiliano, seu primo com-irmão, que quisesse mandar algumas relíquias destas santas virgens, o que lhe concedeu facilmente; e dentre todas mandou tirar do mosteiro de santa Úrsula da cidade de Colónia Agripina, onde estão todas estas sepultadas, as da bem-aventurada Santa Auta, e as mandou a entregar a boa guarda a Francisco Pessoa, que então era feitor d´el-Rei em Flandres, residente na vila de Anvers, para as mandar à Rainha, como o fez em uma nau holandesa, que chegou ao porto de Lisboa aos dois dias de Setembro deste ano de mil e quinhentos e dezassete; e aos doze do mesmo mês mandou el Rei dom Emanuel que então estava em Lisboa, que levassem estas relíquias ao mosteiro da Madre de Deus na mesma nau em que vieram, o que se fez com muita festa, e companhia de navios, e batéis embandeirados, posto que todo o reino então estivesse de dó pela Rainha dona Maria. Como a nau ancorou defronte do mosteiro da Madre de Deus, foram alguns cónegos da Sé tirar as relíquias, e as trouxeram a terra, onde a Rainha dona Leonor, e o Príncipe dom João seu sobrinho as estavam esperando. Da praia foi a arca, em que vinham, levada com solene procissão ao mosteiro, e postas por dom Martinho da Costa, Arcebispo de Lisboa, em um altar que na igreja para isso a Rainha dona Leonor mandou fazer.»
Em artigo publicado no Diário de Lisboa de 24 de Dezembro de 1950, o juiz-conselheiro Alberto Costa Santos, do Supremo Tribunal de Justiça de Portugal, publica o Relatório datado de 2 de Junho de 1913 que elaborou sobre os quadros que, provenientes do Convento da Madre de Deus, estavam indevidamente na posse da Família Real, neles se englobando o Retábulo de Santa Auta:
«O quadro pedido sob o Nº 50, um quadro semi-circular, pintura sobre madeira, século XVI, representando O Martírio de Santa Úrsula e suas companheiras pertence ao Estado porque foi indevidamente retirado por D. Fernando do convento da Madre de Deus, a que pertencia. Interroguei sobre este e outros quadros o distinto crítico de arte Sr. Joaquim de Vasconcelos, o qual declarou que, tendo sido consultado várias vezes (sendo a última em 1879) por D. Fernando sobre as obras de arte, quadros e objectos de arte com carácter nacional português, tinha por isso conhecimento de alguns objectos cuja propriedade era reclamada pela extinta família real. E, pelo que toca aos quadros da Madre de Deus, muito podia falar a seu respeito, porque, de 1867 a 1869, por ocasião das obras de restauração da Madre de Deus, examinou minuciosamente os quadros ali existentes, que foram apeados e estendidos no chão da igreja. Os assuntos desses quadros estavam ligados e por isso fácil é reconhecer os que de lá tivessem sido tirados. Além da sua inspecção directa, foi-lhe afiançado pelo arquitecto da Casa Real, Joaquim Possidónio Narciso da Silva, que foi dedicadíssimo a D. Fernando .... que o dito D. Fernando não só tirara da igreja e convento da Madre de Deus os modelos Luca della Robbia a que adiante me referirei, mas outros objectos, especialmente pinturas em tábua do século XVI. Que Possidónio conhecia as peças da colecção de D. Fernando .... como as suas mãos. Que o quadro atrás referido pintado sobre madeira em forma de segmento de círculo alusivo à lenda de Santa Auta (onze mil virgens) estava como luneta de uma das capelas da nave central da Madre de Deus.»
Também Ramalho Ortigão se refere ao Retábulo de Santa Auta no "Catálogo da Sala de Sua Magestade El-Rei na Exposição de Arte Sacra Ornamental" de 1895 nos seguintes termos:
«Quadro a óleo de forma semi-circular, ou em arco de volta cheia, cujo assunto parece ser o martírio de Santa Úrsula e o das virgens suas companheiras. Pertenceu evidentemente à colecção da Madre de Deus e fazia parte da série em que entram os dois quadros presentemente emoldurados nas portas do armário sobre o arcaz da sacristia naquela igreja. O pincel é indubitavelmente o mesmo e são as mesmas, as personagens principais deste quadro e do quadro do casamento e da bênção nupcial da Madre de Deus (...)»
A pintura que foi apresentada na Exposição Retrospectiva de Arte Ornamental Portugueza e Hespanhola figurou como sendo da propriedade da Condessa de Edla.

## Apreciação genérica
Para o historiador Reynaldo dos Santos, o Retábulo de Santa Auta é uma das séries mais encantadoras da pintura quinhentista portuguesa e que desde o início dos estudos críticos sobre ela revelou particularidades que a definem como criação portuguesa. A obra, certamente um tríptico, foi encomendada por D. Leonor, tendo o seu painel central sido cortado, sendo actualmente semi-circular, e tendo os dois painéis laterais que estão pintados nas duas faces sido também aparados para os adaptar ao arcaz da sacristia do Mosteiro da Madre de Deus, onde estavam antes de entrarem no Museu Nacional de Arte Antiga (MNAA).
Prossegue Reynaldo dos Santos referindo que o painel central representa o Martírio das Onze Mil Virgens e que além do encanto de todas aquelas cabecinhas, entre as quais uma clarissa coroada que é talvez a própria D. Leonor, é notável o fundo marítimo coalhado de naus com as bandeiras portuguesas e o camaroeiro que era emblema de D. Leonor. Uma das magias destas pinturas é o tom quente e o envolvimento ambarino que tudo doira como num Vittore Carpaccio.
Ainda para Reynaldo dos Santos, as outras pinturas, no anverso e reverso dos painéis menores, não são menos encantadoras, sendo a mais realista e evocativa a que representa a chegada do corpo de Santa Auta ao mosteiro da Madre de Deus que se reconhece pela fachada manuelina com as armas de D. Leonor e um medalhão dos della Robbia. As pinturas têm uma doçura feminina diferente da de Hans Memling, mais terna e humana. São evidentemente posteriores à chegada das relíquias em 1517, mas devem ter sido pintadas em vida da Rainha que faleceu em 1524.
Quanto à autoria da série, Reynaldo dos Santos aceita a proposta de José de Figueiredo de a atribuir a Cristóvão de Figueiredo, o que lhe pareceu verosímil dado que este pintor recebeu outras encomendas de D. Leonor, como para a Batalha, Caldas da Rainha e Setúbal, sendo as afinidades com estas obras múltiplas, mas certas diferenças, sobretudo na cor, não permitem aceitar sem reserva esta atribuição, pelo que se deve continuar a designar por Mestre de Santa Auta, que não obstante está mais próximo do espírito de Cristóvão de Figueiredo do que do Mestre de Tomar (Gregório Lopes).
O Retábulo de Santa Auta foi exposto na Exposição Ibero-Americana de 1929 em Sevilha, tendo então o historiador e crítico de arte José de Figueiredo sobre o painel central, o Martírio de Santa Úrsula e das Onze Mil Virgens, referido que o Tejo de Lisboa, embora estilizado, substitui o Reno de Colónia, e navios portugueses de diversas capacidades e feitios constituem o mais importante aspecto deste painel, em que o artista, sem deixar de tratar o assunto que lhe cumpria representar, soube dar admiravelmente uma magnífica sugestão da vida marítima do século XVI. E o mesmo sucede com os reversos dos dois postigos deste tríptico. As nesgas de mar que aí se vêm e os trechos de naus e mais embarcações pintadas, mantêm com a figura elegante e nobre de Santa Auta um equilíbrio que é, por si só, uma documentação do intenso visualismo do pintor.
Em 1931, o Retábulo de Santa Auta foi integrado noutra importante exposição de arte portuguesa no estrangeiro, a Arte portuguesa desde a época das grandes descobertas ao século XX, em Paris, tendo José de Figueiredo no catálogo da exposição voltado a apreciar a obra. Segundo ele, o Retábulo de Santa Auta quando fechado apresenta o que pode ser designado pelo aspecto português do assunto que serviu de tema à composição, ou seja, o Martírio das Onze Mil Virgens. De facto, o transporte de Colónia a Lisboa das relíquias de Santa Auta é o que se encontra nas faces destes dos dois painéis laterais. E neles tudo serve de pretexto ao artista para dar relevo ao valor das relíquias. A simplicidade das vestes franciscanas com as quais D. Leonor está representada na tribuna do lado esquerdo do painel do lado direito é testemunho da piedade da Rainha e assim contribuindo para tornar mais faustosa a pompa do cortejo que acompanha o transporte das relíquias do Tejo para a Igreja da Madre de Deus.
Pelo contrário, segundo José de Figueiredo, quando o tríptico está aberto, estamos na presença de três episódios típicos da lenda das Onze Mil Virgens, tal como era transmitida desde a Idade Média, o que não impede que o painel central seja um excelente documento da actividade marítima no início do século XVI.
E destaca ainda José de Figueiredo a orquestra que está na tribuna do Casamento de Santa Úrsula. Imitação de detalhe análogo do Retábulo de S. João de Quentin Metsys, o qual foi talvez executado a partir de um painel com detalhe similar de Bernt Notke, o Mestre do Retábulo de Santa Auta acrescentou porém algo que tem um interesse especial, que é o facto de os músicos serem todos negros, pois que o branco que lhes faz companhia não toca qualquer instrumento, e que são bem o reflexo da época das descobertas. Conclui José de Figueiredo num tom irónico que D. Manuel I, apreciando tanto a música quanto o exotismo, pode ter sido, assim, até certo ponto, o primeiro a ouvir na Europa a beleza do jazz, tão em voga então nos anos de 1930.
Por fim, o historiador de arte francês André Michel (1853-1925), sobre o desconhecido Mestre do Retábulo de Santa Auta, considerou que por muito afastado que esteja de Memling e Carpaccio, tem de um a doçura grave e do outro o amor das pompas e do vestuário.

## Reconstituição conjectural doRetábulo de Santa Auta
A seguir a disposição conjunta das cinco pinturas do Retábulo de Santa Auta conforme a conjectura da sua disposição inicial no Mosteiro da Madre de Deus, não estando à proporção da sua dimensão, em especial da pintura central. Estando o retábulo fechado, ficariam visíveis as pinturas da Partida das relíquias de Santa Auta de Colónia e da Chegada das relíquias de Santa Auta à Igreja da Madre de Deus, e quando o retábulo estava aberto ficariam visíveis as pinturas Casamento de Santa Úrsula e do Príncipe Conan, Martírio de Santa Úrsula e das Onze Mil Virgens e O Papa Ciríaco abençoa Santa Úrsula e as suas companheiras.
Retábulo de Santa Auta aberto
- Casamento de Santa Úrsula e do Príncipe Conan, painel esquerdo (anverso)
- Martírio de Santa Úrsula e das Onze Mil Virgens, painel central
- O Papa Ciríaco abençoa Santa Úrsula e as suas companheiras, painel direito (anverso)

Retábulo de Santa Auta fechado
- Partida das relíquias de Santa Auta de Colónia, painel esquerdo (reverso)
- Chegada das relíquias de Santa Auta à Igreja da Madre de Deus, painel direito (reverso)